# 凤凰山街道 (莆田市)
凤凰山街道是中国福建省莆田市城厢区下辖的一个街道。

## 行政区划
凤凰山街道下辖以下地区：
南门社区、南园社区、筱塘社区、月塘社区、新塘社区、龙德井社区、白洋村、朱坑村和林桥村。